# Arquermo

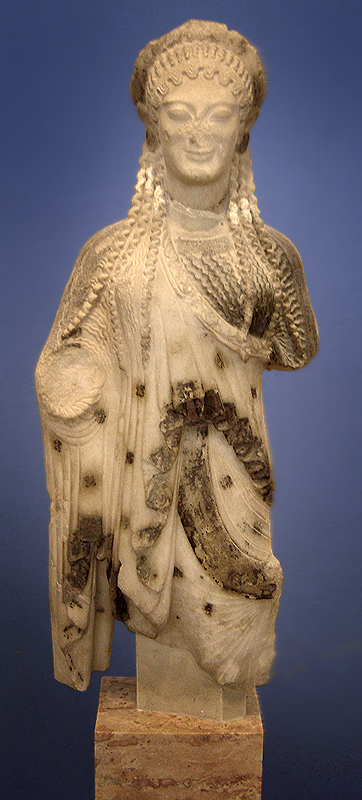
Escultura representando uma Kore, datada por volta de 510 a.C.

Arquermo (Archermus) foi um escultor da Grécia Antiga, natural de Quios, e ativo em meados do século VI a.C.. 
Diz Plínio, o Velho, que o artista era filho de Micíades, escultor, e seus filhos Búpalo e Aténis seguiram a mesma profissão. A tradição afirma que Arquermo foi o primeiro a representar Nike com asas, mas a atribuição é controversa.